# Médailles américaines de service des deux guerres mondiales
Les médailles de service des États-Unis des deux guerres mondiales sont des décorations militaires américaines qui ont été créées uniquement pour récompenser le service lors de la Première Guerre mondiale et de la Seconde Guerre mondiale.
Ces médailles ne sont plus attribuées, mais les publications et manuels officiels en font toujours mention. Beaucoup de vétérans continuent à les porter en fonction ou lors de cérémonies. 
Les médailles suivantes ont été décernées pour service dans les guerres mondiales, service dans différentes campagnes et pour le service d'occupation à la fin de chacune des deux guerres.

## Médailles commémorant la victoire
| World War I Victory Medal | World War II Victory Medal |
| ------------------------- | -------------------------- |
|                           |                            |
|                           |                            |

## Médailles de service
| American Defense Service Medal | Women's Army Corps Service Medal |
| ------------------------------ | -------------------------------- |
|                                |                                  |
|                                |                                  |

## Médailles pour service durant une campagne militaire
| American Campaign Medal | European-African-Middle Eastern Campaign Medal | Asiatic-Pacific Campaign Medal |
| ----------------------- | ---------------------------------------------- | ------------------------------ |
|                         |                                                |                                |
|                         |                                                |                                |

## Médailles pour service d'occupation
| Army of Occupation of Germany Medal | Army of Occupation Medal | Navy Occupation Service Medal | Medal for Humane Action |
| ----------------------------------- | ------------------------ | ----------------------------- | ----------------------- |
|                                     |                          |                               |                         |
|                                     |                          |                               |                         |

## Sources
- (en) Cet article est partiellement ou en totalité issu de l’article de Wikipédia en anglais intitulé « United States service medals of the World Wars » (voir la liste des auteurs).